# Tinitus
Tinitus je osećaj zvuka u uvu bez odgovarajućeg spoljašnjeg podražaja. Zvuk se može manifestovati kao zujanje ili šum. Tinitus nije bolest, nego je simptom, koji može da izazove velik broj stanja i bolesti (npr. upale uva, strana tijela u uvu), i nuspojava koju izazivaju neki lekovi (npr. aspirin). Tinitus može biti prisutan u oba ili samo u jednom uvu. Razlikuje se i frekvencija pojedinih tinitusa. Takođe tinitus prema vremenu trajanja možemo podeliti na kontinuirani i periodični.

## Objektivni tinitus
U malom broju slučajeva, kliničar može čuti mali zvuk iz bolesnikovog uha. Takvo stanje se naziva objektivni tinitus. Taj zvuk može biti posledica spazma mišića u srednjem uvu. Pulsirajući tinitus, je u većini slučajeva takođe objektivan, ako je uzrokovan šumom krvotoka koji nastaje u aterosklerozno promenjenim ili na neki drugi način promenjenim krvnim žilama.

## Literatura
- Richard S. Tyler (2000). Tinnitus Handbook. Singular Publishing Group. ISBN 978-1-56593-922-6.. Florence Kent. .
- McKenna, Laurence; Andersson, Gerhard; Baguley, David (2005). Tinnitus: A Multidisciplinary Approach. London: Whurr Publishers. ISBN 978-1-86156-403-0.
- Hogan, Kevin; Battaglino, Jennifer (2007). Tinnitus: Turning the Volume Down (Revised and Expanded изд.). Eagan, Minnesota: Network 3000 Publishing. ISBN 978-1-934266-03-8.
- Langguth B, Hajak G, Kleinjung T, Cacace AT, Moller AR (2007) Moller, Aage R.; Langguth, Berthold; Hajak, Goran; Kleinjung, Tobias; Cacace, Anthony (16. 11. 2007). Tinnitus: Pathophysiology and Treatment. Elsevier. ISBN 978-0-08-055446-4.. Progress in Brain Research, Volume 166; Elsevier, Amsterdam
- Møller AR, Kleinjung T, De Ridder D, Langguth B (2011) Møller, Aage R.; Langguth, Berthold; Deridder, Dirk; Kleinjung, Tobias (16. 11. 2010). Textbook of Tinnitus. Springer. ISBN 978-1-60761-145-5.. Humana Press, New York
- Soleymani, T.; Pieton, D.; Pezeshkian, P.; Miller, P.; Gorgulho, A. A.; Pouratian, N.; De Salles, A. A. (2011). „Surgical Approaches to Tinnitus Treatment: A Review and Novel Approaches.”. Surgical Neurology International. 2 (1): 154. PMC 3228384 . PMID 22140639. doi:10.4103/2152-7806.86834 .

## Spoljašnje veze
- „Tinitus”. Архивирано из оригинала 10. 11. 2019. г. Приступљено 14. 01. 2012.
- Groopman, Jerome. „That Buzzing Sound”. The New Yorker Magazine. стр. 42—49. Приступљено 8. 2. 2009.